# Guerre russo-suédoise de 1590-1595
Pour les articles homonymes, voir Guerre russo-suédoise.
La guerre russo-suédoise de 1590-1595 a été commencée par Boris Godounov dans l'espoir de reprendre les territoires du golfe de Finlande perdus durant la guerre de Livonie.
Dès que la trêve de Plussa expire en 1590, une grande armée russe menée par Boris Godounov et son beau-frère Fiodor marche de Moscou à Novgorod. Le 18 janvier, elle traverse la Narova et met le siège devant le château suédois de Narva. Une autre forteresse importante, Jama, tombe aux mains des Russes en deux semaines. Dans le même temps, des forces russes ravagent l'Estonie jusqu'à Tallinn et la Finlande jusqu'à Turku.
Le 25 février, un gouverneur suédois local est contraint de signer un armistice obligeant la Suède à rendre les territoires obtenus à la trêve de Plussa, c'est-à-dire Jama, Koporye et Ivangorod. Cela déplaît beaucoup au roi Jean III de Suède, qui envoie une flotte reprendre Ivangorod, mais cette tentative échoue. La situation reste en l'état jusqu'à l'été 1591, lorsque les Suédois, au cours d'une attaque contre Gdov, capturent le gouverneur local, le prince Vladimir Dolgoroukov (ru). Dans le même temps, en Carélie orientale, les Suédois pillent Kola et d'autres établissements russes au bord de la mer Blanche, tuant notamment 50 moines et 65 sœurs.
Le gouvernement de Godounov reprend progressivement ces établissements et le prince Volkonsky est envoyé pour pacifier la Carélie, pendant que les plus nobles généraux russes, Bogdan Belsky (en), Fiodor Mstislavski (ru) et le prince Troubetskoï, dévastent la Finlande.
Des combats indécis se poursuivent pendant encore trois ans, avant que la Suède accepte de signer le traité de Tyavzino qui reconnaît les conquêtes russes et revient à la situation antérieure à la guerre de Livonie.

## Sources
- (en) Cet article est partiellement ou en totalité issu de l’article de Wikipédia en anglais intitulé « Russo-Swedish War (1590–95) » (voir la liste des auteurs).

## Articles annexes
- Guerre russo-suédoise